# Nepeta monticola
Nepeta monticola là một loài thực vật có hoa trong họ Hoa môi. Loài này được Kudr. mô tả khoa học đầu tiên năm 1940.